# Коломієць Дар'я Юріївна
Дар'я Юріївна Коломієць (нар. 9 серпня 1988, Черкаси) — українська культурна активістка, музична продюсерка, діджейка, засновниця музичного додатку MusiCures, авторка медіапроєкту Diary of War, теле-, радіоведуча.

## Життєпис
Дар'я Коломієць народилася 9 серпня 1988 року в Черкасах. Навчалася в гуманітарно-правовому ліцеї, займалася в музичній студії «Арт Майстер». Тяга до публічних виступів визначила її професію. У 16 років переїхала до Києва і вступила до Київського національного університету культури і мистецтв на спеціальність «диктор та ведучий телепрограм».
Перша поява на телебаченні відбулась в ролі учасниці шоу «Фабрика Зірок», а кар'єру телеведучої почала у розважальній телепередачі «Teen Time».
З 2008 до 2019 працювала ведучою проєктів на телебаченні та радіо – зокрема, на Новому каналі, М1, НЛО ТВ та Радіо Аристократи.
Восени 2019 року Коломієць запустила сайт kolomiec.com і мобільний додаток MusiCures з музичними плейлистами: спершу на iOS, а з початку 2020 – на Android.
З початком пандемії COVID-19 і карантину, Дарʼя запустила регулярні музичні ефіри на своїй сторінці в Instagram, аби підтримати музикою своїх підписників, які опинились у вимушеній домашній ізоляції. Аудиторію ефірів і сам проєкт Дарʼя назвала #моїпіджеїОнлайн.
Також на карантині Коломієць самостійно почала випускати щоденний музичний подкаст MusiCures at Home, що виходив у прямому ефірі на її сайті та в додатку MusiCures. Після закінчення прямих ефірів їх можна було послухати на подкаст-платформах. Як і #моїпіджеїОнлайн, проєкт спонукав слухачів залишатись вдома, знаходити розраду в музиці та мав на меті боротьбу з тривожністю. Загалом у цьому "домашньому" форматі Коломієць випустила 66 епізодів подкасту.
У квітні 2020 року мобільний додаток MusiCures перейшов на формат мовлення 24/7: відтоді тут цілодобово лунає музична селекція Дарʼї, а в дні запису епізодів подкасту в додатку можна почути їх у прямому ефірі.
З травня 2020 року почав виходити новий сезон подкасту Коломієць – тепер із назвою MusiCures. На відміну від MusiCures at Home, нові епізоди було записано в різних цікавих локаціях: у київському парку Шевченка, на даху будинку, в аеропорту "Жуляни", на одеському пляжі, в барі, на яхті тощо. Також у цьому сезоні до Дарʼї вперше приєдналась гостя – співачка Марина Круть.
У серпні 2020 року Дарʼя Коломієць запустила новий сезон подкасту MusiCures. Як і раніше, епізоди виходили в прямому ефірі, але тепер записувались у кафе ETER у київському Довженко-центрі, а побачити запис наживо могли всі охочі щонеділі. У такому форматі вийшло 13 нових епізодів, а до ефірів приєднувались гості: Jonathan Livingston, Brunettes Shoot Blondes, Bahroma, Blooms Corda, DakhaBrakha та інші.
Згодом через запровадження в Києві "карантину вихідного дня" та інших обмежень, повʼязаних з пандемією, записи нових епізодів подкасту частково відбувалися в закритому форматі.
Загалом на початок 2022 року Дарʼя Коломієць випустила 127 епізодів подкасту MusiCures.

### Після початкуповномасштабного вторгненняРосіївУкраїну
24 лютого 2022 року, коли Росія розпочала повномасштабне вторгнення в Україну, Дарʼя Коломієць знаходилась у Києві. У перші дні вона перебувала у сховищі неподалік свого дому. Тоді ж Коломієць почала вести свій щоденник війни у соціальних мережах, згодом він перетворився на медіа-проєкт Diary of War. 
«Перші 10 днів була в укритті в центрі Києва. Я була шокована, емоції змінювалися щогодини. Тоді вирішила, що мені потрібно про це обов’язково говорити, маючи аудиторію в інстаграмі».
Дар’я не розглядала варіант говорити з російською аудиторією, а українську і сама бачила на власні очі, що відбувалося. Тому почала вести онлайн-щоденник англійською. 
«Я записала сама себе на телефон — голосовим повідомленням розповіла, як розпочалася війна для мене. Дуже добре запам’ятала свої емоції, свій стан, а запис допоміг усе усвідомити. Коли я виговорилася, стало якось легше. Я ні з ким до того не ділилася. Бо коли щохвилини відбуваються події на межі життя і смерті, на рефлексію або на десятихвилинний спогад, як я зустріла війну, зовсім немає часу. Потім я записала повідомлення Джамалі, а вона  — мені, написала Ніні Гаренецькій з DakhaBrakha та послухала її історію. Мені особисто було так цікаво це слухати, що вирішила — потрібно поширювати» .
За перші місяці повномасштабного вторгнення Дарʼя випустила 41 історію проєкту, який отримав назву Diary of War. Це голосові повідомлення різних людей, що розповідають про свій досвід переживання російського вторгнення без купюр та будь-якої участі ведучого. Окрім Джамали та Ніни Гаренецької своїми історіями поділились телеведучий Євген Синельников, журналістка Алла Кошляк, блогер Олексій Дурнєв, ресторатор Євген Клопотенко, телеведучий Денис Христов, співачка та парамедикиня Стасік. Також до проєкту увійшли історії художниці Ольги Штейн, директорки Одеського художнього музею Олександри Ковальчук, парамедикині Ірини Цибух, волонтерок Насті Тихої та Алли Мартинюк, дружини захисника "Азовсталі" Олени Нікуліної, породілля з Бучі Анни Тимченко, маріупольської поліцейської Євгенії Іванченко, нечуючої дівчини Олени Білої та інших. 
«Це монолог героя. З інтонаціями і паузами. Сльозами та криками. Живими емоціями, які кожен з нас проживає.
Декілька героїв подкасту відтермінували наразі запис свого щоденника, бо …неймовірно важко, боляче і поки немає моральних сил озвучити…
Кожна історія - це біль, втрата, віра, любов, розгубленість, розчарування, надія…та мільярд інших глибинних відчуттів, досвіду, емоцій, які ще не пережиті і не перетравлені…
Слухати щоденники непросто. Особливо нам, українцям.
Тому цей подкаст живий. Тому він назавжди актуальний.
Це новітня історія України, яку ми зараз переживаємо усім народом»  – Дарʼя Коломієць про Diary of War.
Завдяки знайомим та підписникам у соцмережах Дарʼї вдалося залучити волонтерів, які переклали епізоди проєкту на різні мови, включаючи жестову мову.
Водночас, мобільний додаток Дарʼї MusiCures перейшов на мовлення винятково української музики. Також до ефіру додавались нові епізоди проєкту Diary of War.

### Культурно-волонтерська робота уСША

#### 2022 рік
19 червня 2022 року Дарʼя Коломієць вирушила з Києва до Нью-Йорка, взявши з собою валізу з українською музикою на вінілі. Ця поїздка мала на меті популяризацію української музики та культури, поширення правди про російські воєнні злочини в Україні, а також промоцію реальних історій героїв проєкту Diary of War.
За словами Дарʼї, історії Diary of War – «холодний душ» для іноземців і постійне нагадування про російську війну в Україні навіть попри зменшення уваги до цієї теми в новинах. Вона говорить, що головна місія кожного українця сьогодні – «нагадувати світові, що ми зараз переживаємо, чому не може бути миру без конкретно нашої перемоги, що ми є тим щитом, який захищає світ».
Під час свого майже п’ятитижневого перебування у Нью-Йорку Дарʼя Коломієць брала участь у численних акціях і місцевих заходах на підтримку України, зіграла сети на Нью-Йоркському ЛГБТІК-прайді та в легендарному клубі Le Bain, а також давала інтерв’ю великим медіа, зокрема для The New York Times.
31 липня Дарʼя Коломієць зіграла сет в етері нью-йоркського The Lot Radio — відомій незалежній електронній радіостанції. Її сет складався виключно з української музики, і це перший такий виступ в історії The Lot Radio. Дарʼя поєднала музику різних часів: фолк, поп 1970-х, сучасників. Частина треків, у яких немає цифрових версій, були зіграні з вінілових платівок.
14 серпня, після повернення до Києва, Дарʼя зіграла сет української музики на заході від благодійного фонду Сергія Притули в Києві для закупівлі мілітарної допомоги полку «Азов». Триденна подія обʼєднала виставку фоторобіт захисника «Азовсталі» Дмитра Козацького, виступ Сергія Жадана та музичний вечір від гурту ТНМК і Дарʼї Коломієць.
12 вересня 2022 року Дарʼя Коломієць оголосила про продовження своєї діяльності у США і знову вирушила до Нью-Йорку.
1 жовтня відбувся перший виступ Дарʼї у Торонто спільно з Balaklava Blues. Усі зібрані кошти передано громадській організації Second Front Ukraine Foundation для купівлі автомобіля для Збройних Сил України. За вечір вдалося зібрати близько 10 тисяч доларів. Логістикою та передачею опікувався фонд "Культурний опір".
12 жовтня в одній з найстаріших театрально-мистецьких спільнот Нью-Йорку The Naked Angels відбулися публічні читання однієї з історій проєкту Diary of War. Американський актор Ніколас ДіПіерро прочитав англійський переклад історії режисера Євгена Синельникова про його досвід перебування в окупованій росіянами Бучі та виїзд із міста. Деяким глядачам, що були присутні на читаннях у залі, було складно повірити в те, що історії "Щоденника" – не художні, а документальні тексти.
У жовтні 2022 року журнал Time включив Дарʼю Коломієць до свого щорічного списку "Лідери наступного покоління" за 2022 рік за її боротьбу в культурній площині, присвятивши темі сторінку в друкованому номері.
30 жовтня Дарʼя виступила з промовою та діджей-сетом на акції підтримки України у Філадельфії – там розгорнули прапор України, завбільшки в половину футбольного поля.
7 листопада Коломієць виступила з благодійним діджей-сетом в Нью-Йорку, у Sky Wise Lounge. Доходи з виступу було передано організації Help Ukraine Center USA на закупівлю теплого одягу для жінок-військовослужбовиць.
20 листопада в рамках Нью-Йоркської виставки робіт Євгена Малолєтки та Мстислава Чернова про перші тижні війни в Україні відбулись публічні читання текстів з проєкту Diary of War. Актори мистецької спільноти Yara Arts Group прочитали історії поліцейської з Маріуполя Євгенії Іванченко та паралімпійця Ярослава Семененка про їхній досвід переживання повномасштабного вторгнення росіян. Всі благодійні пожертви було спрямовано організації Razom for Ukraine.
3 грудня разом із HARDI Дарʼя Коломієць зіграла благодійний діджей-сет української музики в Чикаго. Увесь дохід з події було передано на потреби захисників України.
5 грудня в Нью-Йорку відбулись публічні читання тексту з проєкту Diary of War. Акторка з театральної спільноти The Naked Angels Рене-Мішель Брюне прочитала історію Анастасії Шевченко – військовослужбовиці та парамедикині, що служила в зоні бойових дій у 2014 році і після 24 лютого 2022 року знову приєдналася до лав захисників України.
30 грудня Дарʼя приєдналась до благодійної ініціативи фонду Razom for Ukraine і зіграла українську музику на їхній події в Brooklyn Bowl, виступивши на одній сцені з Gogol Bordello та Balaklava Blues.
31 грудня Коломієць вирушила до України. Загалом за три місяці поїздки вона виступила з музичною програмою 11 разів – у Нью-Йорку, Торонто, Чикаго, Філадельфії та Вашингтоні, допомагаючи різним благодійним організаціям та фондам зібрати понад 100 тисяч доларів для України. Також Дарʼя взяла участь у 7 офіційних вуличних акціях протесту в різних містах США.

#### 2023 рік
В січні 2023 року Дарʼя Коломієць взяла участь у найбільшій європейській музичній конференції та шоукейс-фестивалі Eurosonic Noorderslag у Гронінгені, Нідерланди. 20 січня, окрім виступу з українською музикою на одній з найбільших нічних сцен фестивалю й міста, Дарʼя взяла участь у двох панелях конференції. Перша була присвячена культурному активізму і промоції України через музику, а друга, спільна з Music Export Ukraine – найяскравішим культурним артефактам України та досягненням українських креативних індустрій.
24 лютого, в роковини повномасштабного вторгнення росії в Україну, в Лос-Анджелесі відбулася презентація виставки українського мистецтва “Sonya: The Sunflower Network Project” з роботами Анни Москалець, Нікіти Кадана, BURENKO, ALJOSCHA, Саші Курмаза та інших українських художників. На події культурна активістка Дарʼя Коломієць читала власну історію з проекту Diary of War про свій досвід перших днів повномасштабного вторгнення, а також грала діджей-сет української музики. Ця подія громадської організації Sunflower Network зібрала 204 тисячі доларів США за один вечір для закупівлі гуманітарної допомоги для України.
У березні Дарʼя провела 2 благодійних аукціони в рамках поетичних вечорів Сергія Жадана в Нью-Йорку та Бостоні, розігруючи підписані бойові прапори від українських захисників, поетичні збірки, підписані головнокомандувачем ЗСУ Валерієм Залужним, та інші памʼятні лоти. Загалом вдалося зібрати понад 14 тис. доларів на потреби українських військових.
З 10 до 19 березня в Нью-Йорку відбулися премʼєрні покази джазового мюзиклу “Radio 477!” від мистецької спільноти Yara Arts Group, події якого відбуваються у Харкові 1929 року. Автором тексту є поет і письменник Сергій Жадан, а культурна активістка і музична продюсерка Дарʼя Коломієць написала до вистави аутро-перформанс. “Radio 477!” створено на основі джаз-ревю “Алло на хвилі 477” легендарного харківського театру Леся Курбаса “Березіль”, премʼєра якого відбулася в 1929 році. Музику до ревю написав український композитор і один з перших радянських джазменів Юлій Мейтус, а вірші — поет і прозаїк Майк Йогансен. Для сучасного прочитання мюзиклу американський композитор і джазовий музикант Ентоні Коулмен представив нову обробку для раніше втраченої оркестрової партитури Мейтуса — її шоуранерка проєкту Вірляна Ткач віднайшла у харківському архіві під час поїздки Україною. На один з показів мюзиклу завітав відомий американський історик та амбасадор платформи United24 Тімоті Снайдер.
23 березня у програмі Drive Time на американському радіо KEXP Дарʼя Коломієць презентувала підбірку українських пісень, які наразі є актуальними для неї. У переддень виходу програми легендарний американський діджей, ведучий Drive Time та старший програмний директор KEXP Кевін Коул анонсував підбірку, назвавши Дарʼю “невтомною активісткою, що віддана поширенню української музики та культури у світі перед обличчям неспровокованої агресії росії”. До підбірки увійшло три пісні: Володимир Івасюк – "Пісня буде поміж нас", Balaklava Blues – YOU SHOOT ME та КRUTЬ – "Воля".
28 березня в Нью-Йорку відбулися публічні читання тексту з проєкту Diary of War. На цей раз для читань було обрано історію Олени Нікуліної – дружини Максима Нікуліна, бійця полку Азов, який знаходиться в російському полоні після оборони "Азовсталі". З початком повномасштабного вторгнення Олена мала самотужки виїжджати з Маріуполя з малолітнім сином, а коли її чоловік був на "Азовсталі", дізналась, що вагітна вдруге. Історію Олени було прочитано акторкою The Naked Angels Емі Еміс Марголс.
27 квітня в Українському музеї в Нью-Йорку відбулася презентація експозицій українських художниць – “Воєнний час” Джанет Собель, а також “Зображення і Присутність” Лесі Хоменко. Для презентації виставок було підготовано спеціальний музичний перформанс. Він став результатом колаборації української продюсерки Дарʼї Коломієць із Ukrainian Village Voices – Нью-Йоркським музичним колективом, що має на меті збереження української традиційної музики, зокрема автентичного багатоголосого співу. В залі музею відбулася справжня джем-сесія, що поєднала в собі сучасну українську музику та народні пісні, виконані в традиційній манері.
30 квітня Дарʼя провела благодійний аукціон на концерті українського гурту "Океан Ельзи" в Madison Square Garden в Нью-Йорку. Зібрані 24 тисячі доларів США було спрямовано неприбутковій організації Liberty Ukraine Foundation.
З 5 по 14 травня в Українському музеї в Нью-Йорку з успіхом пройшли премʼєрні покази документального театрального проєкту Undesirable Elements: Ukraine. Сюжет вистави повністю складається з реальних історій її учасників про геноциди, депортації, репресії, вимушену еміграцію і війну. Всі пʼятеро учасників проєкту мають українське походження і розповідають про те, як їхні сімʼї переживали найскладніші часи. Культурна активістка та музична продюсерка Дарʼя Коломієць – єдина з учасників, хто не проживає у США постійно, а здійснює поїздки до Нью-Йорка із власною культурною волонтерською місією. У виставі Дарʼя розповідає історію своєї прабабусі Катерини, що пережила Голодомор. Аби врятувати 14-річну Катерину від голодної смерті, мама відправила її в Білорусь – так дівчина розлучилася з батьками, братами та сестрами. На шляху додому її маму вбили за хліб. Коломієць розповідає: процес роботи над проєктом змусив її багато рефлексувати щодо історії своєї сімʼї, власної ідентичності і памʼяті. Тепер герої вистави закликають до цього глядачів.
У червні 2023 Дарʼя Коломієць розповіла, що повертається до Києва. За її третю поїздку до США активності за участі Дарʼї зібрали більш ніж 250 тис. доларів для різних організацій та фондів, що допомагають Україні.
Частину літа Дарʼя Коломієць провела в Києві, де встигла взяти участь у кількох подіях із публічними виступами і панельними дискусіями про культурну дипломатію. 
22 вересня 2023 року вона виступила на найбільшому щорічному міському фестивалі в Барселоні La Mercè з ексклюзивним сетом української музики на вінілах і сучасними електронними треками українських виконавців. Інтро-частиною до музичного сету став фрагмент її власного щоденника з проєкту Diary of War. Після фестивалю Коломієць знову виїхала до Нью-Йорку.
У жовтні 2023 в Нью-Йорку Naked Angels провели чергове публічне читання Diary of War. Цього разу Дарʼя Коломієць прочитала власний щоденник.

#### 2024 рік
23 лютого гурт Our Atlantic випустив альбом-подкаст "На глибині", який складається із 12 треків, що містять пісні та розповіді історій від барабанщика гурту Олексія Бикова, який з перших днів вторгнення долучився до лав ЗСУ, брав участь у захисті Київщини й зараз продовжує службу в війську. Концепція альбому інспірована рефлексією Олексія про події початку повномасштабного вторгнення для подкасту Дарʼї Коломієць Diary of War, а сам альбом містить фрагменти "щоденника" Бикова, записаного для проєкту Дарʼї.
24 лютого 2024 року, в другу річницю повномасштабного російського вторгнення, Дарʼя Коломієць організувала в Нью-Йорку благодійний захід на підтримку України. Подія розпочалася з монологу від американської акторки Сюзанни Шадковскі, відомої за участю в серіалах «Пліткарка», «Позолочене століття», «Дівчата», «Три жінки» та інших. Сюзанна читала історію Олени Нікуліної – дружини бійця полку «Азов», захисника Маріуполя Максима Нікуліна, який зараз все ще перебуває в російському полоні. Олена записала її навесні 2022 року для проєкту Diary of War, розповідаючи, як разом із пʼятирічним сином їхала з Маріуполя, як дізналась про другу вагітність, коли її чоловік був на «Азовсталі», про віру в перемогу і очікування Максима з полону. 
Окрім публічних читань цього вечора Дарʼя Коломієць грала DJ-сет української музики – від естради 1960х до сучасної електроніки. Зі своїм сетом також виступав діджей і електронний продюсер Зенон Марко, із музичними виступами – нью-йоркський колектив Ukrainian Village Voices, що досліджує та зберігає український традиційний багатоголосий спів, і музикант Андрій Ковальов. На події також продавали благодійні арт-роботи та мерч – за цей напрямок відповідала американська художниця українського походження Майя Гаюк і українська тату-студія Black Hearts Club, у чиїх стінах відбувався захід. Усі кошти від події – понад 300 тисяч гривень – спрямовано громадській організації «Жіночий ветеранський рух» на закупівлю комплектів зимової форми та закриття інших потреб захисниць України.
Також до другої річниці повномасштабного російського вторгнення Дарʼя Коломієць ініціювала глобальний музичний флешмоб Ukrainian Music Playlist для активістської спільноти KLYCH. Це ініціатива, що пропонує локаціям з різних країн цілий день грати українську музику, де б вони не знаходились, на знак солідарності з Україною. Для реалізації задуму Дарʼя створила дві селекції української музики на Spotify довжиною 5 та 17 годин, а також запропонувала транслювати музику зі свого мобільного додатку MusiCures. Ініціатива стала частиною всесвітньої активістської кампанії від спільноти KLYCH – Believe in Ukraine.
24 лютого 2024 вийшло есе Дарʼї для Time, в якому вона поділилась, як два роки повномасштабної війни змінили її життя, а також розповіла історії декількох героїв Diary of War.
З кінця 2023 року Дар’я працювала над документальним театральним перформансом, присвяченим історіям Diary of War з Маріуполя – українського міста, зруйнованого та окупованого Росією. Перформанс Mariupol: Diary of War and the Tree of Life став частиною проєкту Mariupol у співпраці з Yara Arts Group та журналістами-лауреатами Пулітцерівської премії Мстиславом Черновим та Євгеном Малолєткою. У перформативній частині звучать історії Ярослава Семененка, члена паралімпійської збірної України з плавання; Євгенії Іванченко, пані капітана поліції Маріуполя; Олени Нікуліної, дружини азовця Максима Нікуліна, який зараз перебуває в російському полоні та Валерії Михайловської, яка на момент 24 лютого 2022 року працювала в Чехії та вирішила повернутися додому в Маріуполь, щоб врятувати матір. Окремою візуальною лінією перформансу є мозаїчне панно Алли Горської "Дерево життя", створене в Маріуполі у 1967 році спільно з Віктором Зарецьким, Галиною Зубченко, Борисом Плаксієм, Григорієм Пришедьком, Василем Прахніним та Надією Світличною. Після початку повномасштабного вторгнення росії в Україну панно було зруйноване обстрілами росіян.
Премʼєра проєкту Mariupol: Diary of War and the Tree of Life відбулася в нью-йоркському мистецькому центрі Howl! Art на Мангеттені з 15 до 24 березня 2024 року. Також перформанс було показано 17 червня в нью-йоркському Bohemian National Hall та 18 червня в Jersey City Theatre Center, Нью-Джерсі.
В березні 2024 року Дарʼя Коломієць стала запрошеною спікеркою на показі документального фільму "20 днів у Маріуполі" Мстислава Чернова в коледжі City College of New York в рамках форуму документалістики The Documentary Forum .
3 квітня 2024 року стало відомо, що українська журналістка Юлія Кочетова стала однією з переможців регіонального етапу міжнародної фотопремії World Press Photo з її мультимедійним проєктом War Is Personal. Цей проєкт поєднує фотографічні зображення з поезією, аудіокліпами та музикою. Його музичною продюсеркою виступила Дарʼя Коломієць. 18 квітня стало відомо, що Юлія Кочетова та її проєкт War Is Personal – серед глобальних переможців World Press Photo 2024.
2 червня 2024 року у нью-йоркському театрі Bedlam відбулася благодійна подія на підтримку добровольчого медичного батальйону «Госпітальєри». В програмі заходу – акторські читання Diary of War; це документальна театралізована постановка, що розповідає реальні історій українців під час повномасштабного російського вторгнення. Подія стала результатом співпраці української культурної активістки та продюсерки Diary of War Дарʼї Коломієць, акторки та режисерки Зюзанни Шадковскі, відомої за роллю в серіалі «Пліткарка», і програми театру Bedlam Veterans Outreach, що залучає американських ветеранів до творчої роботи над театральним матеріалом. Відповідно, щоденники українців зі сцени читали не лише професійні театральні актори, а й ветерани американської армії.
Для читань Diary of War режисерка Зюзанна Шадковскі уклала компіляцію з 14 оповідей – нередагованих історій українців, що по-різному переживають російське вторгнення. Так, зокрема, тут можна почути історії журналіст_ок Юрія Марченка і Юлії Кочетової, режисера Євгена Синельникова, волонтера Дениса Христова, шеф-кухаря Євгена Клопотенка, музикант_ок Олександра Положинського, Моісея Бондаренка, Анастасії Шевченко (Стасік) і Марата Шевченка, актор_ок Вадима Доценка і Алли Мартинюк, поліцейської з Маріуполя Євгенії Іванченко, а також дружини полоненого захисника Маріуполя Максима Нікуліна Олени. Починаються читання з історії військової медикині, доброволиці Ірини Цибух, позивний «Чека». У своєму щоденнику вона розповідала, чим займалась до повномасштабного вторгнення, про скасовану премʼєру свого фільму про дітей з Донеччини, роботу на «Суспільному» і своє рішення приєднатись до «Госпітальєрів» із початком великої війни.  
За три дні до заходу стало відомо, що Ірина Цибух героїчно загинула, виконуючи завдання на Харківському напрямку. Так цей фандрейзер у Нью-Йорку, вперше анонсований ще в квітні, став присвятою памʼяті Ірини і відбувся в день, коли з нею прощались на Майдані в Києві. Після події організатори відзвітували, що під час івенту, завдяки підтримці глядачів та благодійному аукціону, а також за допомогою кампанії в соцмережах їм вдалося зібрати понад 18 тисяч доларів (понад 720 тис. грн). Кошти спрямували на потреби патронатної служби батальйону "Госпітальєри", яка займається лікуванням та реабілітацією медиків, організацією поховань полеглих героїв і виплатою компенсацій для їх сімей.
До Дня Незалежності України, 24 серпня 2024 року, Дарʼя Коломієць спільно з українським англомовним медіа Kyiv Independent та американською радіостанцією KEXP представила свій плейлист на честь музикантів, які захищають Україну. Підбірка складається з 33 пісень тих, хто боронить незалежність України – це артисти, які служать в Силах безпеки й оборони України, деякі з них загинули під час виконання бойових завдань. Тут можна почути все: від українського металу, року, панку та драм-н-бейсу – до фанку, фолку та поп-музики. 
19 вересня 2024 року у Бруклінському центрі театральних досліджень (BCTR) Дарʼя Коломієць організувала благодійні театральні читання Diary of War: Women. Американські акторки прочитали історії семи українок, які розповідали про свій досвід переживання повномасштабного російського вторгнення для документального подкасту Дарʼї Diary of War. Режисеркою читань стала Муза Гурніс. Щоденники прочитали акторки: Зюзанна Шадковскі, Аннабель Кеппер, Мерлінда Акінделе, Тесса Вайнланд, Агнес Енхтамір, Калі Сайкс, Татьєн Хендрікс-Теллефсен. Наприкінці читань Дарʼя Коломієць розповіла глядачам, як склалася доля кожної з героїнь. Також акторка Агнес Енхтамір прочитала присутнім повідомлення від Ольги Булкіної про липневий російський ракетний удар по «Охматдиту», де вона й досі допомагає дітям відволіктися від їхніх хвороб і війни. 
Спеціальною гостею події стала співачка й бандуристка Марина Круть, вона виконала кілька пісень, серед яких «Леся» – саме її Марина співала зі своєю подругою Іриною Цибух. Також артистка розіграла на аукціоні свою вишиту сорочку і силянку. Аби зібрати ще більше коштів на благодійність, у день читань було анонсовано ще одну подію – співи з Мариною Круть у Центральному парку Нью-Йорка, які відбулися наступного дня. Замість звичного концертного формату Марина влаштувала камерний вечір із бандурою і заспівала разом із глядачами десять пісень із заповіту Ірини Цибух, які «Чека» просила вивчити і співати під час прощання з нею. 
Загалом ці дві події Дарʼї зібрали понад 12,5 тисяч доларів для добровольчого медичного батальйону «Госпітальєри», спрямувавши на користь батальйону 100% отриманих коштів.
18 листопада 2024 року у нью-йоркському театрі Bedlam @ West End Theatre Дарʼя Коломієць організувала другі благодійні театральні читання Diary of War: Women. Подія зібрала 20 тисяч доларів для благодійної організації United Help Ukraine, яка спрямує всі кошти добровольчому медичному батальйону «Госпітальєри». Як і інші проєкти Дарʼї, подія передає на благодійність не лише прибуток, а всі 100% отриманих коштів.
«Кожні читання для мене – можливість залучати нових акторів та ще більшу аудиторію до поширення дійсно важливих, реальних історій про нас із вами. Цього разу 80% зали були американці, і я зі сцени розповідала їм про українську культуру волонтерства: як кожен з нас щодня перераховує кошти на збори для захисників і захисниць, як ми самі закуповуємо їм автівки, дрони і тепловізори. І загалом, навіть ця подія – результат волонтерства багатьох людей. Ми переказуємо на потреби бойових медиків 100% зібраних коштів: відтак, я, режисерка, акторки, наші друзі – всі донатять свій час і талант, ми знаходимо театральні сцени, які нам дають безкоштовно спеціально для події, за що я дуже вдячна. Але за цим стоїть безкінечна робота», 
– розповідала Дарʼя Коломієць про другі читання Diary of War: Women.  

#### 2025 рік
Січень 2025 року Дарʼя провела в Києві. За цей час вона встигла приєднатись до акцій підтримки військовополонених Free Azovstal Defenders і «Вшануй», а також розповісти про свою діяльність в інтервʼю для «Української Правди», The Ukrainians Media, в ефірі Суспільне Культура та на інших майданчиках. У лютому Дарʼя повернулася до Нью-Йорка, аби підготувати подію до роковин повномасштабного вторгнення росії.
24 лютого 2025 року, до третьої річниці повномасштабного вторгнення, Дарʼя організувала нові читання Diary of War, які стали на той момент наймасштабнішими за всю історію проєкту і зібрали повну залу West End Theatre. Уперше Коломієць вдалося долучити до проєкту зірок HBO, Netflix, Apple TV і Бродвею: Лайла Робінс, Іжменія Мендес, Джейсон Боуен, Карсон Елрод, Сара Уортон, Джейк Гарт і Бі. Подія зібрала рекордну суму – $32,512, які були передані «Госпітальєрам».

Актори не лише читали історії, а й висловлювали власну позицію щодо війни. Вони наголошували на тому, що критично важливо називати війну війною, а росію – агресором, особливо на тлі останніх політичних подій у США. Так, Лайла Робінс зазначила: 
«Цей вечір – чудова нагода поговорити про демократію і свободу, особливо усвідомлюючи, що тепер ми у своїй власній країні теж маємо з цим труднощі. Тож це дуже важливо для американців – прокинутись і почати слідкувати за тим, що відбувається в Україні».
Також 24 лютого Дарʼя вперше ексклюзивно опублікувала власний повний щоденник з проєкту Diary of War спільно з американською платформою More To Her Story, що популяризує історії сильних жінок та розповідає про громадських активісток з різних країн.
Упродовж усієї роботи над Diary of War події в Нью-Йорку демонстрували високий рівень емоційного та суспільного впливу на аудиторію та усіх, хто долучався до роботи над проєктом. Дар’я ж водночас прагнула розширити географію – і навесні 2025 це вдалося реалізувати: вже 30 травня Коломієць організувала прем’єрні читання у Вашингтоні в партнерстві з United Help Ukraine.
Під режисурою Мьюзи Гьорніс українські щоденники прочитали провідні актори столиці США: Голлі Твайфорд, Емілі Таунлі, Тоні Нем, Лоліта Мері Горн, Дрю Копас, Ріні Вілсон та Джеремі Кіт Гантер. Серед глядачів були представники європейських посольств, правники, співробітники міжнародних організацій – люди, які мають реальний вплив і ухвалюють політичні та гуманітарні рішення. 
Подію було приурочено до роковин загибелі Ірини Цибух, її пам’яті віддають шану на кожному заході проєкту. За рік до цього про її загибель стало відомо напередодні читань у Нью-Йорку, запланованих на 2 червня. Ірина встигла підписати прапор для аукціону події, а також записати відеозвернення до глядачів про свою роботу. Тепер це відео завжди показують глядачам, коли лунає історія Чеки. Під час благодійного аукціону демонстрували знімки зруйнованого Бахмута, і нагадували публіці: це ті образи, які слід тримати в пам’яті, щоразу відвідуючи вистави за Чеховим чи Достоєвським. Подія та її фандрейзинг-кампанія зібрали безпрецедентні $60,013 – ці кошти будуть спрямовані на відновлення бази «Госпітальєрів».
12 липня Дарʼя взяла участь у фестивалі Pohoda в Словаччині – зокрема, стала спікеркою на панельній дискусії про українську культуру і опір колонізації Ukraine as inspiration, а також виступила з діджей-сетом. 

## Кар'єра в медіа

### Новий Канал(2008—2012)
- У 2007 році брала участь в проєкті Нового Каналу «Фабрика Зірок»
- З 2008 по 2011 роки вела молодіжну програму про серіали «Teen Time»
- З 2009 по 2011 роки працювала у розважальному шоу «Живчик — Старти»[133]. Перші два сезони вела зі Славою Вардою, а наступні з братами Борисенками
- У 2011 році стала редактором екстрім-шоу «Я — герой».[134]
- З 2011 по 2012 роки — редакторка шоу «Мрії Збуваються».[135]

### М1(2011—2015)
- З 2011 по 2012 роки вела денну програму «Hello Show».[136]
- Влітку 2011 і 2012 років стала ведучою і редактором спецпроєкту на Юрмалі «Нова Хвиля. Як це було»
- З 2011 по 2015 роки працювала співведучою ранкового шоу «Guten Morgen».

### НЛО TV(2016—2017)
- У вересні 2016 року починає вести ранкове шоу «Пробуддись»[137] спільно з Олексієм Дурнєвим, Євгеном Галичем, Олександрою Шульгіною та Владом Іваненком.

### Радіо Аристократи (2016—2019)
- У вересні 2016 року починає вести ранкове шоу на радіо Аристократи[138] у компанії Данила Хомутовського, Ярослава Лодигіна, Андрія Пелюховського та Дар'ї Мангубі.
- У 2016 році випускала авторську музичну передачу «#музыкалечи»[139] на інтернет-радіостанції «Аристократи».
- У вересні 2017 року починає вести передачу «Нова музика Даші Коломієць»[140].

## Власні проєкти

### MusiCures (2020-2021)
- MusiCures at Home – щоденний подкаст, запущений в перші дні локдауну COVID-19 у мобільному додатку MusiCures 24/7 та на подкаст-майданчиках. Випущено 66 епізодів[11].
- MusiCures – щотижневий подкаст, що виходив у різних форматах на тих само майданчиках до кінця 2021 року. Випущено 61 епізод[13].

Проєкт призупинено з початком повномасштабного вторгнення росії в Україну.

### Щоденник війни (Diary of War) (2022)
Документальний подкаст про досвід переживання повномасштабного вторгнення росіян. Станом на 2023 рік, випущено 41 епізод проєкту.
Епізоди переведено на декілька мов, включаючи жестову мову. Історії, озвучені героями, також використовуються в форматі публічних читань задля поширення правдивої інформації про російську війну в Україні і збору коштів для Сил безпеки й оборони України, а також гуманітарних ініціатив.

## Діджеїнг
З 2015 року активно грає діджей-сети. Виступала на розігріві у Софі Елліс-Бекстор, на вечірках Playboy, Marie Claire, OhMyLook, Pandora, Kiehl’s, Kerastase, BMW, відкритті першого магазину H&M в Україні, ресторанів Bootleger, BAO тощо.

## Співробітництво з брендами
Знімалася для американського бренду Bonfolk і Krewe, українського мас-маркету Must Have, українських дизайнерів Ksenia Schnaider, Ksenia Gospodinova, FlowerChic, Pepe Jeans тощо. Влітку 2020 Дар'я бере участь у міжнародній рекламній кампанії спортивного бренду Adidas, амбасадором якого є вже протягом багатьох років. В цей же час вона знімається для масштабної кампанії бренду Nivea, що проходить під слоганом "Не бійся дивувати".
Як діджейка, музична селекторка та продюсерка співпрацювала також з Dior, BMW, Samsung, Uber, McKinsey та багатьма іншими.
Дарʼя співпрацює з українськими брендами одягу – зокрема, неодноразово знімалась для бренду хусток Oliz. У своїх інтервʼю Дарʼя зазначає, що цікаві деталі її гардеробу та українські мотиви в образах часто стають предметом компліментів і small-talk, коли вона перебуває за кордоном. Тож коли вона бачить увагу і захоплення перехожих, розповідає їм більше про свою місію та Україну у війні.
2024 року Дарʼя знялась у кампейні міжнародного мультибрендового онлайн-магазину Modivo.

## Події
Крім роботи на ТБ, Дарʼя Коломієць працювала ведучою для різних публічних заходів. Наприклад, Pepsi, UNICEF, Z-Games, Atlas Weekend, Mark від Avon, UltraShop.

## Цікаві факти
- З лютого 2015 року, після звільнення з М1, Дарʼя випускала влог на YouTube «Телеведуча без Телебачення». У блозі Дарʼя показувала своє насичене життя і наочно ілюструвала важливість тайм-менеджменту. Загалом випустила 33 епізоди блогу з середньою тривалістю 10 хвилин.
- У 2015 році Дарʼя стала лекторкою в школі телеведучих «ShowMax».
- Знялася в кліпі Pianoбой на пісню «Лучшее что есть»[153] та в кліпі Jamala на пісню «Новий рік з тобою»[154].
- Вела Національний відбір дитячого «Євробачення»[155] з Тимуром Мірошниченком.
- Влітку 2022 знялася в короткометражному ролику The Soul of Ukraine (реж. Роман Островський) для благодійної організації Razom for Ukraine. Головний посил відео – не дати людям забути про війну[156][157]. 20 грудня 2022 року ролик отримав нагороду в номінації Best War Film на Barcelona Indie Awards.
- Дарʼя Коломієць – одна з двох українок, яких було включено до списку Next Generation Leaders 2022 журналу Time. Окрім Дарʼї, до списку включили Ольгу Руденко, головну редакторку The Kyiv Independent[158].
- Дарʼя Коломієць вважає композитора Володимира Івасюка українським генієм і популяризує його в світі. Під час її культурної місії до США пісні Івасюка лунали на кожному її виступі, а про самого композитора з подачі Дарʼї написали The New York Times[33] і Time[43]. У березні 2023 року Дарʼя включила його композицію "Пісня буде поміж нас" до своєї підбірки української музики для відомої американської радіостанції KEXP, і вона пролунала в ефірі[74][75].